# Marie Wawa
Marie Wawa   (Tanna, segle XX) és una actriu ni-vanuatiana que va protagonitzar la pel·lícula australiana-vanuatuana Tanna (2015). La pel·lícula, que va ser la primera que es va rodar íntegrament a Vanuatu, va obtenir dos premis importants al Festival de Venècia 2015, i va ser nominada a la Millor pel·lícula de parla no anglesa als Premis Oscar de 2016. Wawa apareix al paper principal junt amb Mungau Dain.
Wawa és del poble interior de Yakel a l'illa de Tanna, al sud de Vanuatu.
Wawa, com la resta del repartiment de Tanna, va ser una actriu novella, que va actuar per primera vegada i sense experiència abans del seu càsting. La pel·lícula, una història d'amor prohibit i tragèdia basada en fets reals, va ser rodada en un lloc al voltant de Yakel. Narie Wawa va fer el paper principal de Wawa, una jove que es va casar en un matrimoni concertat com a part d'un acord de pau amb una altra tribu. Tot i això, s'enamora del net del seu cap, interpretat per Mungau Dain. Les seves famílies es neguen a permetre que la parella es pugui casar. La parella fuig i finalment es suïcida, reflectint la veritable tragèdia de la parella de Tannese a la dècada del 1980. Les tràgiques circumstàncies van portar als ancians a legalitzar els matrimonis per amor.
Al setembre de 2015, Wawa va viatjar a Venècia amb els altres tres actors principals de Tanna per assistir a la seva estrena mundial al Festival de Venècia 2015. Wawa també va assistir als Premis Oscar de 2016, celebrat a Los Angeles el 26 de febrer de 2017, on Tanna va ser nominada a la Millor pel·lícula de parla no anglesa.